# Castelo de Gutenberg

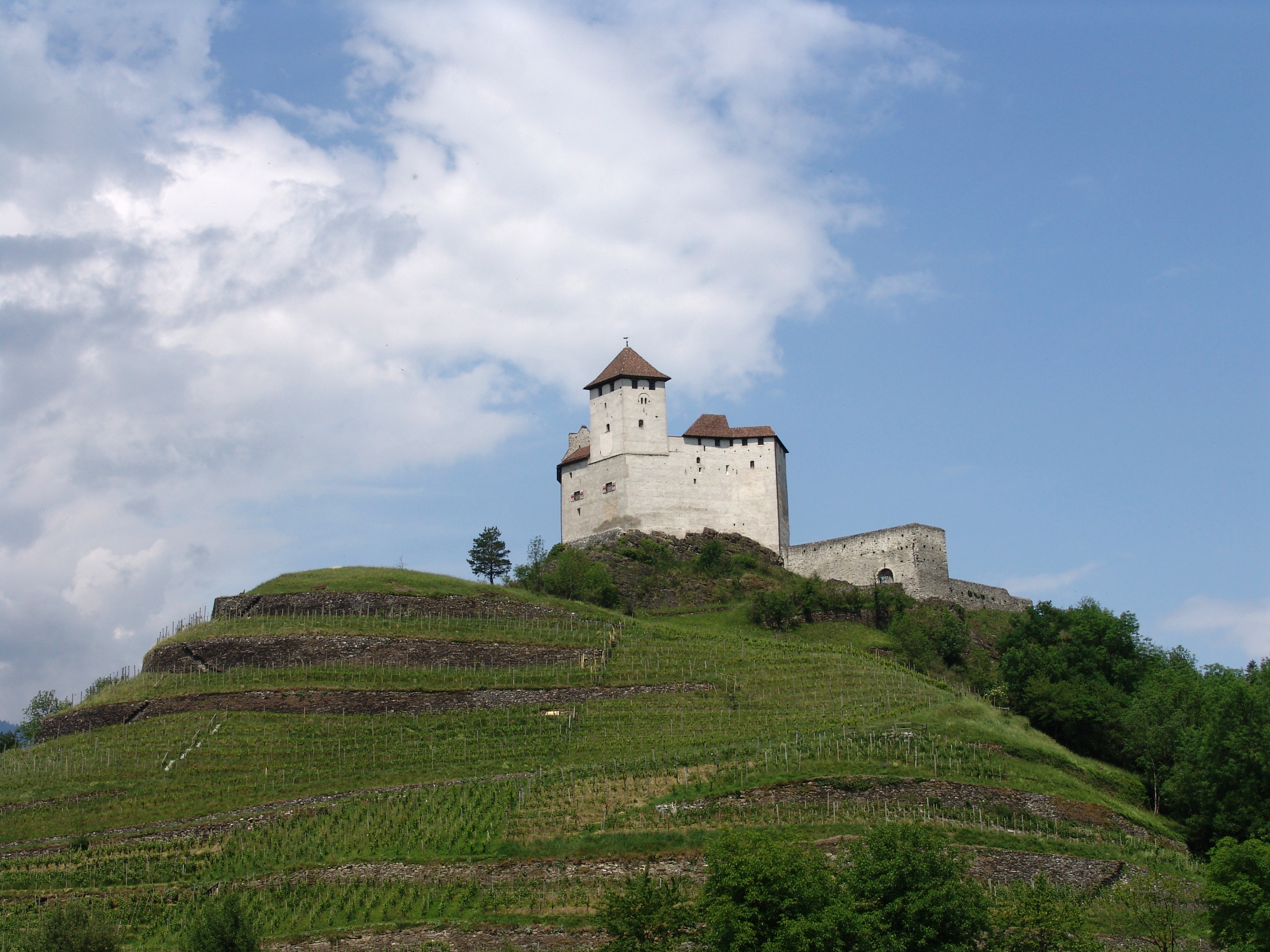
O castelo de Gutenberg.

O Castelo de Gutenberg localiza-se próximo do vilarejo de Balzers, em Liechtenstein. Está situado em cima de uma colina de 70 metros de altura.
Construído no século XIII, o castelo foi adquirido pelo governo em 1979, depois de vários anos como propriedade privada. Muitos eventos culturais são realizados no pátio interno de Gutenberg a cada verão. O acesso ao castelo é proibido quando não há eventos oficiais.

## Cultura Popular
O castelo de Gutenberg é um dos cenários da obra "O herdeiro da Morte", do escritor brasileiro Arian Dialectaquiz. No livro o castelo é o cenário do clímax final, bem como do prólogo.